# Троицкое (Луганская область)
Тро́ицкое (укр. Троїцьке) — посёлок в Сватовском районе Луганской области Украины. Расположен на реке Уразова.

## История
В январе 1989 года численность населения составляла 8326 человек.
На 1 января 2013 года численность населения составляла 7906 человек.
В марте 2022 года посёлок был оккупирован российскими войсками в ходе вторжения России на Украину.